# Çandarli Ibrahim Paixà
Çandarli Ibrahim Paixà fou un gran visir otomà.
Era probablement fidel del pretendent Sulayman i consta com a cadi a Brusa el 1406. Aprofitant una missió es va passar a Mehmet I, i fou kadiasker (consta en aquest càrrec el 1415) i visir (hi consta el 1420) sota el gran visir Amasyalı Beyazıd Paşa. Quan el 1421 Beyazıd Paşa fou assassinat pel pretendent al tron Duzme Mustafà, en contra del nou sultà Murat II, aquest va nomenar Ibrahim com a gran visir i va exercir el càrrec fins a la seva mort de pesta el 25 d'agost de 1429.